# Piruvato carbossilasi

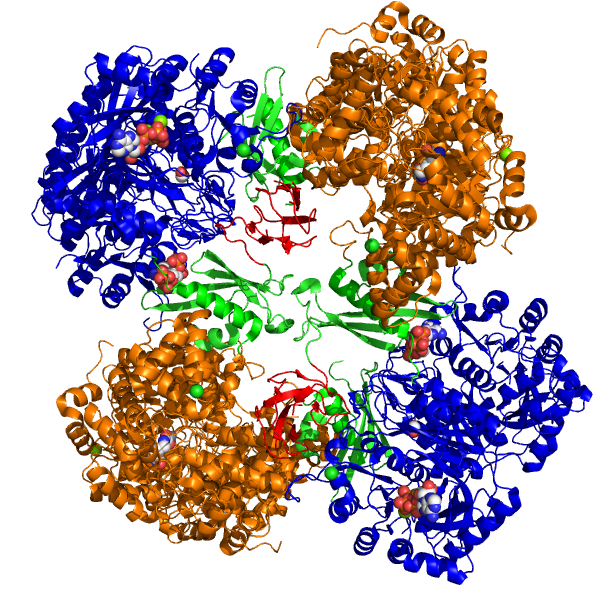
Cristallografia della piruvato carbossilasi

La piruvato carbossilasi è un enzima che catalizza la seguente reazione chimica, tappa della gluconeogenesi e reazione anaplerotica del ciclo di Krebs:
piruvato + HCO3- + ATP ⇄ ossalacetato + ADP + Pi
È un complesso enzimatico formato da quattro subunità identiche. Ogni subunità ha un gruppo prostetico di biotina legato covalentemente ad un residuo di lisina. Ciascuna subunità è dotata di tre siti specifici:
- Un sito carrier della biotina legato a un residuo di Lisina;
- Un primo sito catalitico dove lo ione carbonato viene convertito a carbossifosfato, con consumo di ATP; sempre in questo sito viene poi sganciato dal carbossifosfato fosfato inorganico, mentre l'anidride carbonica è agganciata alla biotina, formando il complesso cabossibiotinil-enzima;
- Un secondo sito catalatico dove il complesso biotinil enzima cede al piruvato anidride carbonica.

## Funzionamento
L'ATP fosforila il bicarbonato, attivandolo. Il carbossifosfato formatosi trasferisce il gruppo carbossilico alla biotina (legata ad un residuo di lisina dell'enzima Piruvato carbossilasi) formando carbossibiotina. La formazione del complesso carbossibiotinil-enzima induce nello stesso una modificazione conformazionale che sposta la carbossibiotina presso il secondo sito catalitico dove la CO2  viene ceduta al piruvato che viene così carbossilato ad ossalacetato.
L'enzima è attivato dall'acetilCoA.

## Regolazione
La piruvato carbossilasi viene regolata positivamente dall'Acetil-CoA